# Punta Rossa
Punta Rossa – szczyt w Alpach Graickich, części Alp Zachodnich. Leży w północnych Włoszech w regionie Dolina Aosty. Należy do Masywu Gran Paradiso. Szczyt można zdobyć ze schroniska Rifugio Vittorio Sella (2584 m).
Pierwszego wejścia dokonali H. de F. Montgomery, S. Taylor i J. Tannler w 1864 r.